# Homôľka (907 m)
Homôľka (907 m n.p.m.) - szczyt w centralnej części Gór Strażowskich w zachodniej Słowacji.

## Położenie
Zaliczany jest do rozległej i bardzo niejednolitej podgrupy Gór Strażowskich, określanej przez słowackich geografów nazwą Zliechovská hornatina. Leży ok. 2 km na wschód od centrum wsi Dolná Poruba, w grzbiecie, stanowiącym dział wodny między Nitricą na wschodzie a Tepličką na zachodzie. Przez szczyt biegnie granica między powiatami Trenczyn i Prievidza.

## Geologia i geomorfologia
Szczyt Homôľki, oglądany z większości kierunków, ma wygląd kształtnej kopy, wznoszącej się ok. 150 m ponad okolicę. Opada ona we wszystkie strony gładkimi zboczami, porośniętymi bukowym lasem, wśród którego jedynie w kilku miejscach widoczne są fragmenty skaliste. Jej kopuła szczytowa, budowana pochodzącymi z triasu szarymi dolomitami (tzw. ramsauskimi) oraz ciemnoszarymi, prawie czarnymi, gruboławicowymi wapieniami (tzw. guttensteinskimi) wystaje z rozległego pola kredowych margli, ilasto-piaszczystych łupków, piaskowców i piaszczystych wapieni, budujących sąsiednie tereny.

## Turystyka
Mniej więcej na wysokości 760 m n.p.m. kopułę szczytową Homôľki obiega od południowego wschodu, południa, zachodu i północy droga nr II/574, biegnąca w poprzek Gór Strażowskich, z Prievidzy w Kotlinie Górnonitrzańskiej przez dolinę Nitricy do Ilavy w dolinie Wagu.
Sam szczyt Homôľki nie jest udostępniony żadnym znakowanym szlakiem turystycznym. Porośnięty lasem, nie oferuje widoków i jest rzadko odwiedzany przez turystów. Natomiast na przełęczy na południe od szczytu, przy wspomnianej drodze, znajduje się schronisko turystyczne Chata Homôľka oraz ważny węzeł znakowanych szlaków turystycznych, prowadzących w różne rejony Gór Strażowskich. W zimie działa przy nim niewielki ośrodek narciarski (Lyžiarske stredisko Homôľka), dysponujący 3 wyciągami narciarskimi Tatrapoma i dwoma trasami zjazdowymi na stoku, położonymi na stoku na południe od przełęczy.

## Ochrona przyrody
Część północnych stoków kopuły szczytowej obejmuje rezerwat przyrody Pod Homôľkou.